# Ротиљио (Анкона)
Ротиљио (итал. Rotiglio) насеље је у Италији у округу Анкона, региону Марке.
Према процени из 2011. у насељу је живело 30 становника. Насеље се налази на надморској висини од 187 м.